# Línea 27 (Urbanos de Zaragoza)
La línea 27 fue una línea regular diurna de los Transportes Urbanos de Zaragoza (TUZSA). Realizaba el recorrido comprendido entre la Puerta del Carmen y el Parque Deportivo Ebro en la ciudad de Zaragoza (España).
Tenía una frecuencia media de 60 minutos.
La línea se clausuró el 2 de julio de 2012.